# الکس لارک
الکس لارک (به انگلیسی: Alex Larke) (زاده ۲۵ می ۱۹۷۹) خواننده انگلیسی است.
او در یوروویژن ۲۰۱۵ نماینده بریتانیا بود.